# 南城市
南城市（日语：／ Nanjō shi */?，琉球語：／ ）位於琉球群島沖繩島南部的城市，於2006年1月1日由島尻郡的佐敷町、知念村、玉城村、大里村合併而成。為沖繩縣內11市中人口最少的城市，也是唯一沒有成立警察署及設置高中的城市，南城市警政事務由鄰近的與那原警察署管轄，多數人則是到與那原町就讀縣立高中。

## 地理
由沖繩島東南部區域和久高島組成，境內有饒波川向西流，雄樋川向南流。

## 歷史
| 時間     | 行政劃分 | 行政劃分 | 行政劃分 | 行政劃分 | 行政劃分 |
| 琉球王國 | 大里間切 | 大里間切 | 玉成間切 | 知念間切 | 佐敷間切 |
| 1900年代 | 大里村   | 大里村   | 玉城村   | 知念村   | 佐敷村   |
| 1910年代 | 大里村   | 大里村   | 玉城村   | 知念村   | 佐敷村   |
| 1920年代 | 大里村   | 大里村   | 玉城村   | 知念村   | 佐敷村   |
| 1930年代 | 大里村   | 大里村   | 玉城村   | 知念村   | 佐敷村   |
| 1940年代 | 與那原町 | 大里村   | 玉城村   | 知念市   | 佐敷村   |
| 1950年代 | 與那原町 | 大里村   | 玉城村   | 知念村   | 佐敷村   |
| 1960年代 | 與那原町 | 大里村   | 玉城村   | 知念村   | 佐敷村   |
| 1970年代 | 與那原町 | 大里村   | 玉城村   | 知念村   | 佐敷村   |
| 1980年代 | 與那原町 | 大里村   | 玉城村   | 知念村   | 佐敷町   |
| 1990年代 | 與那原町 | 大里村   | 玉城村   | 知念村   | 佐敷町   |
| 2000年代 | 與那原町 | 南城市   | 南城市   | 南城市   | 南城市   |

- 1896年4月1日：實施郡區制，為島尻郡轄下大里間切、玉成間切、知念間切、佐敷間切。
- 1908年4月1日：實施島嶼町村制，改設為大里村、玉成村、知念村、佐敷村。
- 1945年：沖繩島戰役結束後，知念村成為美軍指定的難民收容所，「知念市」因此誕生，但隔年恢復為村制。
- 1949年4月1日：大里村北部的與那原、上與那原和板良敷三個聚落分割獨立成與那原町。
- 1980年4月1日：佐敷村改制為佐敷町。
- 2003年12月：與那原町、佐敷町、知念村、玉城村共同成立合併協議會。
- 2004年12月：協議會通過合併新城市名稱為「東方市」，但在討論新市政府辦公大樓位置時，因為意見無法統合，協議會解散。
- 2005年1月：其餘的三町村與同樣是脫離了在其他地區的合併協議會的大里村組成新的合併協議會。
- 2005年3月：決定合併新城市名稱為「南城市」。
- 2006年1月1日：四町村正式合併，成立南城市。

## 交通

### 道路
| 一般國道 - 國道331號 主要地方道 - 沖繩縣道77號糸滿與那原線 - 沖繩縣道86號南風原知念線 | 一般縣道 - 沖繩縣道17號線 - 沖繩縣道48號線 - 沖繩縣道137號佐敷玉城線 - 沖繩縣道138號線 - 沖繩縣道236號玉城那霸自行車道線 |

### 港口
- 馬天港
- 德仁港
- 安座真港

## 觀光景點
- 齋場御嶽（琉球王國遺跡）
- 久高島
- 知念城跡
- 玉城城跡
- 糸數城跡
- 垣花城跡
- 大里城跡
- 垣花樋川（湧水・名水百選）
- 新原海灘
- 知念岬公園

## 教育

### 中學校
| - 南城市立佐敷中學校 - 南城市立玉城中學校 - 南城市立大里中學校 | - 南城市立知念中學校 - 南城市立久高小中學校 |

### 小學校
| - 南城市立佐敷小學校 - 南城市立馬天小學校 - 南城市立玉城小學校 - 南城市立百名小學校 - 南城市立船越小學校 | - 南城市立大里北小學校 - 南城市立大里南小學校 - 南城市立知念小學校 - 南城市立久高小中學校 |

## 姊妹市・友好城市
- 玉城町（三重縣度會郡）

## 外部連結
- （日語） 沖繩縣南城市的Facebook專頁
- OpenStreetMap上有關南城市的地理